# رکروت (مجموعه تلویزیونی)
رِکروت (انگلیسی: The Recruit) مجموعه تلویزیونی آمریکایی در ژانر جاسوسی و ماجراجویی است که توسط الکسی هاولی برای نتفلیکس ساخته شده است. داستان این مجموعه دربارهٔ اووِن هندریکس (نوحا سنتینو)، وکیل سازمان سی‌آی‌ای است که پس از تلاش یکی از منابع سی‌آی‌ای برای افشای رابطه‌اش با سازمان، درگیر ماجراهای بین‌المللی پیچیده و خطرناک می‌شود. این مجموعه نخستین بار در ۱۶ دسامبر ۲۰۲۲ منتشر شد و فصل دوم آن در ۳۰ ژانویه ۲۰۲۵ پخش شد. در مارس ۲۰۲۵، رکروت پس از دو فصل لغو شد.

## تولید

### توسعه
در ۲۸ آوریل ۲۰۲۱ اعلام شد که نتفلیکس حق پخش یک درام جاسوسی بی‌نام را به دست آورده است. این پروژه با پشتیبانی انترتینمنت وان تولید می‌شود. عنوان موقت این پروژه گری‌میل بود و سازندهٔ آن الکسی هاولی است که تهیه‌کننده اجرایی چندین مجموعه درام پلیسی محبوب از جمله کسل، تازه‌کار و اسپین‌آف آن بوده است. هاولی علاوه بر نقش تهیه‌کننده اجرایی، به عنوان شورانر نیز در این پروژه حضور دارد. در کنار هاولی، نوحا سنتینو، داگ لیمان، جین کلاین و دیو بارتیس از شرکت هیپناتیک و همچنین ادام سیرالسکی و چارلی ابرسول از پی۳ مدیا به‌عنوان تهیه‌کنندگان اجرایی در این پروژه همکاری داشتند.
این پروژه در قالب یک مجموعه تلویزیونی هشت قسمتی با مدت زمان یک ساعته برای هر قسمت برنامه‌ریزی شده بود. در ۲۸ سپتامبر ۲۰۲۲ اعلام شد که نویسندگان مجموعه عبارتند از: الکسی هاولی، جورج غانم، آملیا روپر، هادی دیب، نایسول لوی و مایا گلداسمیت. همچنین کارگردانی قسمت‌ها بر عهده داگ لیمان، الکس کالیمنیوس، امانوئل اوسی-کافور جونیور و جولیان هلمز بود.
نتفلیکس در ۲۶ ژانویه ۲۰۲۳ این مجموعه را برای فصل دوم تمدید کرد، اما در ۵ مارس ۲۰۲۵ اعلام شد که نتفلیکس پس از دو فصل، مجموعه را لغو کرده است.

### انتخاب بازیگران
با اعلام آغاز تولید این مجموعه در ۲۸ آوریل ۲۰۲۱، نوحا سنتینو به عنوان بازیگر نقش اصلی مجموعه معرفی شد. سایر بازیگران اصلی در ۱۲ نوامبر ۲۰۲۱ اعلام شدند که شامل آرتی مان، دنیل کوئینسی آنو، واندی کرتیس-هال، کریستین برون، لارا هادوک، کلتون دون و فیول استوارت بودند. همچنین، بایرون من، انجل پارکر و کیلا زندر نیز در نقش‌های دوره‌ای معرفی شدند.
در ۱۹ دسامبر ۲۰۲۳، ته‌او یو به عنوان بازیگر ثابت جدید برای فصل دوم به گروه بازیگران پیوست. در ۲۵ ژانویه ۲۰۲۴ نیز جیمز پیورفوی، بروک اسمیت، دیویکا بیشی، فلیکس سولیس، کیم یونگ آه، شین دو هیون، لی سانگ هی، عمر ماسکاتی و الانا هاولی پرویس در نقش‌های دوره‌ای برای فصل دوم معرفی شدند.

### فیلم‌برداری
تصویربرداری اصلی فصل اول مجموعه در ۲۵ اکتبر ۲۰۲۱ در سورل-تراسی، کبک، کانادا و لس آنجلس، کالیفرنیا، ایالات متحده آمریکا آغاز شد و در ۲۸ مارس ۲۰۲۲ به پایان رسید.
فیلم‌برداری فصل دوم از ۴ ژانویه ۲۰۲۴ آغاز شد و در ونکوور، کانادا و همچنین سئول، کره جنوبی انجام شد.

## انتشار
رِکروت در ۱۶ دسامبر ۲۰۲۲ از طریق نتفلیکس منتشر شد. فصل دوم آن در ۳۰ ژانویه ۲۰۲۵ پخش شد.

### بازاریابی
رکروت در ۲۴ سپتامبر ۲۰۲۲ طی رویداد تودوم گلوبال نتفلیکس در یوتیوب معرفی و تبلیغ شد.